# Efeito Becquerel

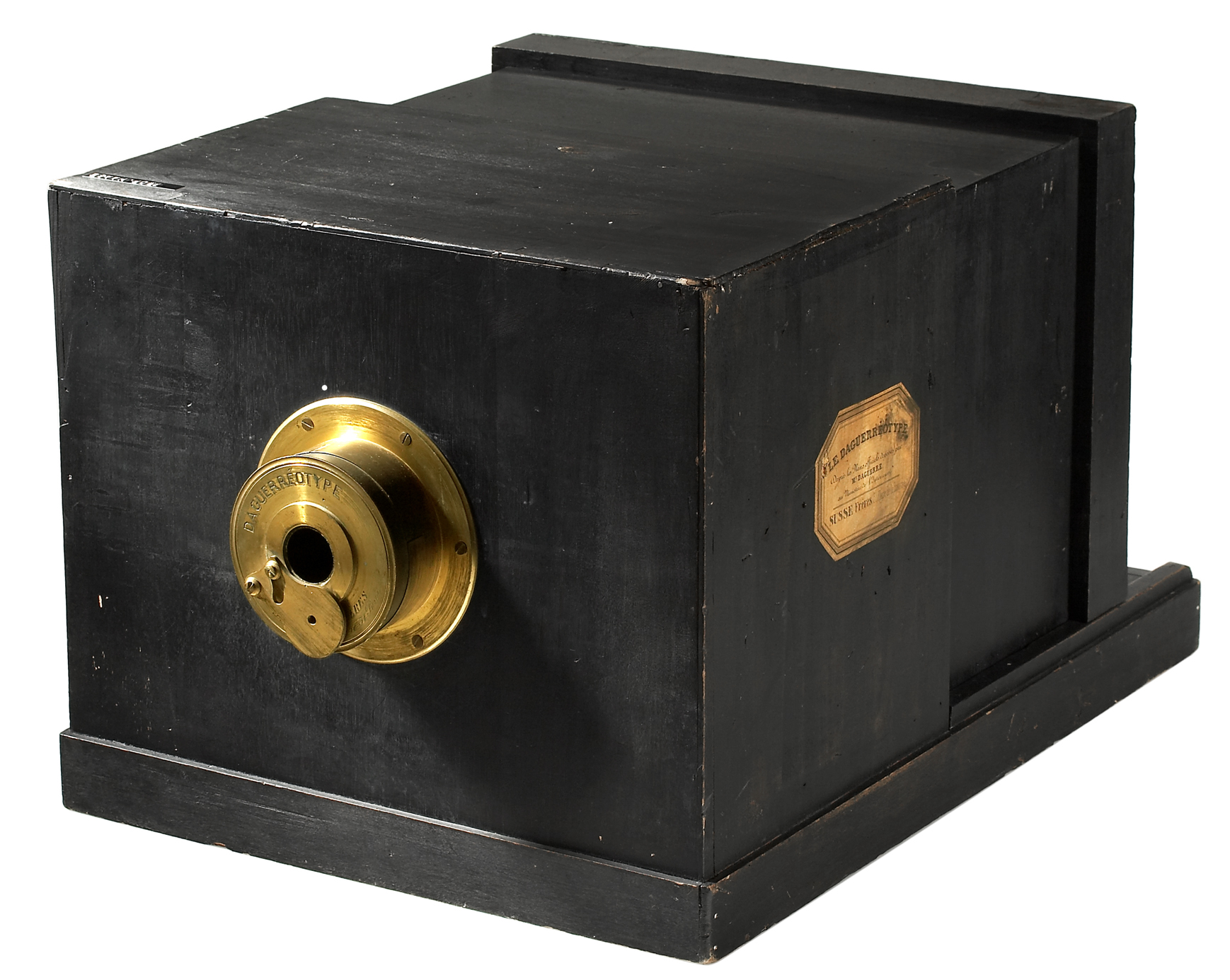
Camera daguerreótipo construída por La Maison Susse Frères em 1839. Em vez de vapores de mercúrio habitualmente utilizado no processo de fotografia da época, Becquerel utilizou a luz vermelha pura refletida por um vidro de coloração avermelhada. O método que ficou conhecido como "método Becquerel" devido ao efeito causado

O efeito Becquerel, uma variante do efeito fotogalvânico (photogalvanic effect) é o fenômeno que consiste no surgimento de alguma diferença do potencial elétrico entre dois elétrodos num eletrólito em que um deles está exposto à radiação eletromagnética, ou ambos de forma desigual.

## Descoberta
O efeito foi descoberto pelo físico francês Alexandre Edmond Becquerel em 1840 ao observar que uma placa, utilizada no processo de daguerreótipo, intensificava as cores após a exposição complementar sob um vidro vermelho (o efeito Becquerel).. Becquerel foi reconhecido como um dos fundadores da fotografia a cores, porém somente alcançou nas "imagens de placa" a cor natural em 1848, embora nunca foi capaz de torná-las permanentes. Mesmo neste processo rudimentar de fotografia ocorrera uma diferenciação de potencial elétrico, podendo deixar uma placa mais iluminada ou melhor definida que a outra. Desde então vários pesquisadores têm se preocupado com o efeito Becquerel na construção de equipamentos como é o caso do difotômetro diferencial, instrumentos ligados a radiofonia, pesquisas acerca da magnitude do efeito Becquerel variar na água por conta do sódio nela dissolvido, entre outros...
Recentemente, um efeito semelhante foi observado, cuja semelhança lhe rendeu o nome de cavitação induzida por efeito de Becquerel. O efeito Becquerel também consiste de um efeito análogo ao efeito Dember.